# Дилеме
„Дилеме” је југословенска телевизијска серија снимљена 1965. године у продукцији ТВ Загреб.

## Епизоде
| Сезона | Епизода | Назив        | Датум             |
| ------ | ------- | ------------ | ----------------- |
| 1      | 1       | Влак у 21.56 | 4.децембра 1965.  |
| 1      | 2       | Браћа        | 18.децембра 1965. |

## Улоге
| Глумац             | Улога        |
| ------------------ | ------------ |
| Звонимир Ференчић  | (1 еп. 1965) |
| Ана Херцигоња      | (1 еп. 1965) |
| Љубо Капор         | (1 еп. 1965) |
| Угљеша Којадиновић | (1 еп. 1965) |
| Јосип Мароти       | (1 еп. 1965) |
| Фабијан Шоваговић  | (1 еп. 1965) |
| Звонимир Торјанац  | (1 еп. 1965) |
| Стево Грубић       | (1 еп. 1965) |
| Меланија Дуганџић  | (1 еп. 1965) |

Комплетна ТВ екипа  ▼
| Редитељ    | Берислав Макаровић | (1 еп. 1965) |
| Редитељ    | Драгољуб Шварц     | (1 еп. 1965) |
| Сценариста | Ивица Иванец       | (2 еп. 1965) |